# Боболице
Боболице (пол. Bobolice), Бублитц (нем. Bublitz) — город в Польше, входит в Западно-Поморское воеводство, Кошалинский повят. Имеет статус городско-сельской гмины. Занимает площадь 4,62 км². Население — 4503 человек (на 2004 год).